# Tuce
Tuce (nemško Tutzach) je naselje v Občini Žrelec v Okraju Celovec-dežela na Koroškem v Avstriji.